# Ǚ
Ǚ (minuscule : ǚ), appelé U tréma caron, est une lettre latine utilisée dans l’écriture du chinois en hanyu pinyin, du bamoun, du otomi de San Jerónimo Acazulco et du tutchone du Sud.
Elle est formée de la lettre U avec un tréma suscrit et un caron.

## Utilisation
En hanyu pinyin (système de transcription du mandarin standard), ‹ ǚ › a le même rôle que ‹ ü › (noter le son /y/ après l et n — en début de mot on écrit ‹ yu ›, après q, x et j on écrit ‹ u ›) ; le caron indique en plus que la syllabe porte le troisième ton (ton descendant puis montant).
En tutchone du Sud, ‹ ǚ › est utilisé pour représenter une voyelle centrale fermée avec un ton montant.

## Représentations informatiques
Le U tréma caron peut être représenté avec les caractères Unicode suivants :
- précomposé (Latin étendu B) :

| formes    | représentations | chaînes de caractères | points de code | descriptions                             |
| --------- | --------------- | --------------------- | -------------- | ---------------------------------------- |
| capitale  | Ǚ               | Ǚ                     | U+01D9         | lettre majuscule latine u tréma et caron |
| minuscule | ǚ               | ǚ                     | U+01DA         | lettre minuscule latine u tréma et caron |

- décomposé (latin de base, diacritiques) :

| formes    | représentations | chaînes de caractères | points de code       | descriptions                                                  |
| --------- | --------------- | --------------------- | -------------------- | ------------------------------------------------------------- |
| capitale  | Ǚ               | U◌̈◌̌                   | U+0055 U+0308 U+030C | lettre majuscule latine u diacritique tréma diacritique caron |
| minuscule | ǚ               | u◌̈◌̌                   | U+0075 U+0308 U+030C | lettre minuscule latine u diacritique tréma diacritique caron |